# Baguia (Quelicai)
Baguia ist ein osttimoresischer Suco im Verwaltungsamt Quelicai (Gemeinde Baucau).

## Geographie
Der Suco Baguia liegt im Zentrum des Verwaltungsamts Quelicai. Nordwestlich liegt der Suco Macalaco, nördlich der Suco Guruça, nordwestlich der Suco Abafala, westlich der Suco Uaitame, südwestlich der Suco Lacoliu und südöstlich der Suco Letemumo. Im Zentrum von Baguia entspringt der Fluss Otorocaiboro, ein Quellfluss des Uaimuhi.
Baguia hat eine Fläche von 6,00 km² und teilt sich in die drei Aldeias Butileo, Laua-Liu (Laualio) und Saraida.
Der Ort Baguia liegt im Westen des Sucos, auf einer Meereshöhe von 636 m. Hier befindet sich eine Grundschule.
Von Quelicai, dem Hauptort des Verwaltungsamts, der zur Hälfte im Suco Baguia, zur anderen in Letemumo liegt, führt eine Überlandstraße nach Norden und verbindet den Suco mit der nördlichen Küstenstraße des Landes. Die Straße folgt der gesamten Westgrenze von Baguia, so dass nicht nur von Quelicai, sondern auch von den Orten Butileo (Batileo), Laua-Liu und Baguia Teile in Letemumo liegen, von Lacolio und Samadae Teile im Suco Macalaco. An der Nordspitze reicht der Ort Mumana nach Baguia rein. In Quelicai gibt es einen Hubschrauberlandeplatz, ein kommunales Gesundheitszentrum, eine Grundschule und eine präsekundäre Schule sowie einen regionalen Markt.

## Einwohner
In Baguia leben 1.584 Einwohner (2022), davon sind 812 Männer und 772 Frauen. Im Suco gibt es 308 Haushalte. Etwa 85 % der Einwohner geben Makasae als ihre Muttersprache an. Über 10 % sprechen Tetum Prasa, daneben gibt es Minderheiten mit anderen Muttersprachen.

## Geschichte
Ende 1979 befand sich in der Stadt Quelicai ein indonesisches Lager für Osttimoresen, die zur besseren Kontrolle von den Besatzern umgesiedelt werden sollten. Zwischen 1979 und 1981 wurden 205 Familien der Orte Quelicai, Quelicai (Afaçá), Afaçá, Guruça, Abafala, Uaitame und Bualale durch die Indonesier über das Lager in eine neue Siedlung namens Mulia in Laga zwangsumgesiedelt. Man befürchtete, die Orte, die nah an den Wäldern lagen, könnten die FALINTIL unterstützen. Die alten Wohnhäuser wurden nach der Räumung niedergebrannt, Felder zerstört und das Vieh getötet. Mehrere Bewohner wurden verletzt. Unter schwerer Bewachung wurden die Einwohner auf Lastwagen nach Mulia gebracht.
In den 1980er Jahren wurde Quelicai von der indonesischen Armee im Kampf gegen die FALINTIL bombardiert und mehrfach durchkämmt, was zu Toten unter den Einwohnern führte. Am 31. Mai 1997 geriet ein indonesischer Sicherheitstransport in Quelicai in einen Hinterhalt. Männer in indonesischer Militäruniform stoppten den Lastwagen mit 28 Polizisten und Soldaten. Als der Lastwagen hielt, wurde eine Handgranate auf die Ladefläche geworfen. Ein Fass mit Treibstoff, das sich dort befand, explodierte. 18 Indonesier wurden getötet. Bei der indonesischen Militäraktion, die darauf folgte, wurden 114 Einwohner verhaftet. Während der Gewalttaten rund um das Unabhängigkeitsreferendum von 1999 kam Quelicai vergleichsweise glimpflich davon. Pro-indonesische Milizionäre brannten nur einige Häuser nieder.

## Politik
Bei den Wahlen von 2004/2005 wurde Afonso Marcal Ximenes zum Chefe de Suco gewählt und 2009 in seinem Amt bestätigt. Bei den Wahlen 2016 gewann Hermenegildo Ximenes und wurde 2023 wiedergewählt.
2023 wurden zum Chefe de Aldeias gewählt: Silveiro Pereira Ximenes (Butileo), José Soares (Laua-Liu) und Afonso Alves (Saraida).